# AEX index
Pour les articles homonymes, voir AEX.

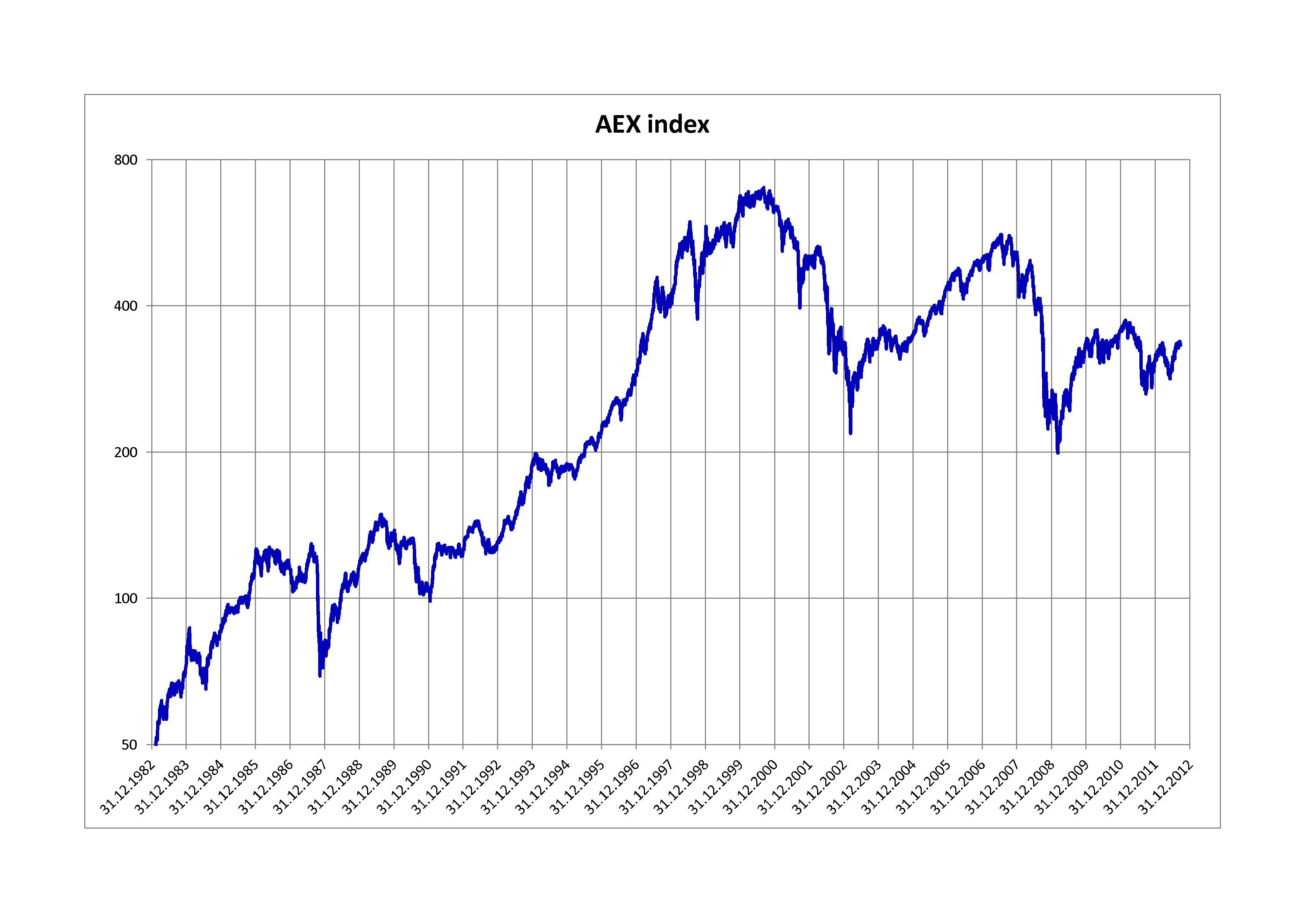
Cours de AEX index entre 1982 et 2012

L'indice AEX index, pour Amsterdam Exchange index est un indice boursier composé des 25 plus grandes entreprises néerlandaises cotées à la bourse d'Amsterdam.
| AEX Index - Holland (FTI) |        |
| ------------------------- | ------ |
| Échanger:                 | EUREID |
| Secteur:                  | Index  |
| Taille de la Tique:       | 0.05   |
| BPV:                      | 200    |
| Dénomination:             | GBP    |

## Corrélation avec les autres bourses
Les performances annuelles de l'indice AEX se sont rapprochées de celles du Dow Jones, du DAX, du CAC 40 et du Footsie, les grands marchés boursiers étant de plus en plus dépendants les uns des autres depuis une quinzaine d'années.

## Composition
Les 25 valeurs de l'indice le 30 septembre 2022.
| Compagnie                 | Secteur d'activité         | Symbole          | Poids dans l'indice (%) |
| ------------------------- | -------------------------- | ---------------- | ----------------------- |
| Adyen                     | Services financiers        | Euronext : ADYEN | 5,16                    |
| Aegon                     | Assurance                  | Euronext : AGN   | 1,04                    |
| Ahold Delhaize            | Grande distribution        | Euronext : AD    | 3,88                    |
| AkzoNobel                 | Industrie chimique         | Euronext : AKZA  | 1,51                    |
| ArcelorMittal             | Acier                      | Euronext : MT    | 1,79                    |
| ASM International         | Technologie                | Euronext : ASM   | 1,56                    |
| ASML holding              | Technologie                | Euronext : ASML  | 13,94                   |
| BE Semiconductor          | Technologie                | Euronext : ASML  | 0,5                     |
| DSM                       | Santé et nutrition         | Euronext : DSM   | 2,92                    |
| Heineken                  | Brasserie                  | Euronext : HEIA  | 2,94                    |
| IMCD                      | Industrie chimique         | Euronext : IMCD  | 0,99                    |
| ING Group                 | Assurance                  | Euronext : INGA  | 4,92                    |
| Just Eat Takeway          | Technologie                | Euronext : TKWY  | 0,39                    |
| KPN                       | Télécommunication          | Euronext : KPN   | 1,3                     |
| NN Group                  | Assurances                 | Euronext : NN    | 1,53                    |
| Philips                   | Technologie                | Euronext : PHIA  | 2,01                    |
| Prosus                    | Technologie                | Euronext : PRX   | 7,16                    |
| Randstad Holding          | Intérim                    | Euronext : RAND  | 0,7                     |
| RELX Group                | Édition                    | Euronext : REN   | 7,06                    |
| Shell                     | Industrie pétrolière       | Euronext : RDSA  | 15,1                    |
| Signify                   | Industrie                  | Euronext : LIGHT | 0,49                    |
| Universal Music Group     | Média                      | Euronext : UMG   | 1,99                    |
| Unibail-Rodamco-Westfield | Foncière                   | Euronext : URW   | 0,72                    |
| Unilever                  | Industrie agro-alimentaire | Euronext : UNA   | 16,68                   |
| Wolters Kluwer            | Édition                    | Euronext : WKL   | 3,73                    |